# 梅代鎮區 (堪薩斯州賴利縣)
梅代鎮區（英語：May Day Township）是位於美國堪薩斯州賴利縣的一個行政鎮區。

## 地方資料
梅代鎮區的面積為81.04平方千米，當中陸地面積為81.01平方千米，而水域面積為0.03平方千米。根據2010年美國人口普查的數據，當地共有人口86人，而人口密度為每平方千米1.06人。

## 外部連結
- US-Counties.com
- City-Data.com （页面存档备份，存于）